# 盖尔茨哈根
盖尔茨哈根（德語：Gerdshagen）是德国勃兰登堡州的一个市镇，隶属于普里格尼茨县。总面积为23平方千米，截至2020年总人口为502人。